# اچ‌ام‌اس کی۶
اچ‌ام‌اس کی۶ (به انگلیسی: HMS K6) یک زیردریایی بود که طول آن ۳۳۹ فوت (۱۰۳ متر) بود. این زیردریایی در سال ۱۹۱۷ ساخته شد.